# Il'ja Mizernych
Il'ja Mizernych (in cirillico: Илья Мизерных?; 7 febbraio 2007) è un saltatore con gli sci kazako.

## Biografia
Il'ja Mizernych, attivo dal luglio del 2019, ha esordito in Coppa del Mondo il 1º dicembre 2024 a Kuusamo (25º) e ai Campionati mondiali a Trondheim 2025, dove si è classificato 47º nel trampolino normale, 10º nella gara a squadre e 15º nella gara a squadre mista; non ha preso parte a rassegne olimpiche.